# Zheng Ji

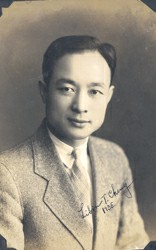
Zheng Ji (1935)

Zheng Ji (chinesisch 郑集, Pinyin Zhèng Jí; * 6. Mai 1900 in Liujiachang, Bezirk Nanxi, Sichuan; † 29. Juli 2010 in Nanjing, Jiangsu) war ein chinesischer Ernährungswissenschaftler, Biochemiker und Supercentenarian. Er gilt in China als Begründer der modernen chinesischen Ernährungswissenschaft und Pionier auf dem Gebiet der Biochemie.

## Leben und Werk
Zheng stammte aus einer armen Bauernfamilie. Er arbeitete als Hütejunge und konnte erst mit 14 Jahren die Grundschule besuchen, die er mit 17 Jahren abschloss. Aufgrund seiner Armut konnte er nicht die Mittelschule besuchen und bildete sich autodidaktisch weiter. Nachdem ein Freund zu seiner Unterstützung Geld gesammelt hatte, wanderte er sieben Tage zu Fuß nach Chengdu, wo er 1921 die Aufnahmeprüfung für die Lehrerbildungsanstalt bestand, das Studium aber aus Krankheitsgründen abbrechen musste. In einem zweiten Anlauf bestand er 1924 die Aufnahmeprüfung für die Biologiefakultät der renommierten Nationalen Südöstlichen Universität, der späteren Nationalen Zentraluniversität und heutigen Universität Nanjing. 1928 schloss er sein Studium der Biologie und Chemie mit dem Bachelorexamen ab und arbeitete als Assistent an der agrarwissenschaftlichen Fakultät. 1930 erhielt er ein staatliches Stipendium zur Fortsetzung seiner Studien in den USA. Dort spezialisierte er sich auf Biochemie und Ernährungswissenschaft und studierte an der Ohio State University (M.A. 1931), der University of Chicago, der Yale University und der Indiana University, wo er 1934 mit einer Arbeit zur Proteinchemie der Sojabohne zum Ph.D. promovierte.
Nach der Rückkehr in sein Heimatland arbeitete er zunächst als Forschungsstipendiat am Chinesischen Wissenschaftlichen Forschungsinstitut und dann als Professor an der 1935 eröffneten medizinischen Fakultät der Universität Nanjing, wo er die Abteilung für Biochemie einrichtete. 1945 gründete er an der Universität Nanjing das Forschungsinstitut für Biochemie, die erste offizielle biochemische Forschungseinrichtung Chinas. Als Professor für Biochemie und Direktor des Instituts für Biochemische Lehre und Forschung an der medizinischen Fakultät der Universität Nanjing bildete er bis ins hohe Alter zahlreiche namhafte chinesische Biochemiker aus. Daneben war er seit 1950 Professor für Biochemie an der Medizinischen Hochschule der 2. Armee der Volksbefreiungsarmee und ab 1956 Professor an der Medizinischen Armeehochschule Nr. 4 in Xi’an. Neben seiner Lehrtätigkeit veröffentlichte er sieben wissenschaftliche Monographien und 56 wissenschaftliche Aufsätze. Ein besonderes Anliegen Zhengs war es, die Ernährungslage der Bevölkerung durch die Verbreitung ernährungswissenschaftlicher Erkenntnisse zu verbessern. Dazu schrieb er zahlreiche populärwissenschaftliche Artikel und hielt Vorträge im Rundfunk.
Während des Chinesisch-Japanischen Krieges wurde die medizinische Fakultät vorübergehend nach Chengdu verlegt. Dort gründete Zheng die „Wissenschaftliche Gesellschaft für Biochemie Chengdu“, die erste wissenschaftliche Vereinigung für Biochemie in China. Später beteiligte er sich an der Gründung der Chinesischen Gesellschaft für Ernährungswissenschaft, deren erster Vorsitzender er wurde, und der Biochemischen Gesellschaft.
Während des Chinesischen Bürgerkriegs war er 1949 Mitglied der Universitätsleitung und konnte die von der Kuomintang geplante Verlegung der Universität Nanjing in den Süden des Landes verhindern. Zur Zeit der Kulturrevolution wurde er 1972 mehrfach verhört und stand 13 Monate unter Arrest.
Nach seinem 70. Geburtstag begann er, sich mit der Biochemie der Alterungsvorgänge zu befassen. Er untersuchte mehr als hundert gesunde alte Menschen über 70 und stellte eine Theorie auf, wonach die Ursache des Alterns in Störungen des Zellstoffwechsels besteht, die durch schädliche Umwelteinflüsse und einen ungesunden Lebensstil verstärkt werden. Damit wurde er zum Begründer der geriatrischen Biochemie in China. Auch zu diesem Themengebiet verfasste er populärwissenschaftliche Bücher und Artikel.
Mit 74 Jahren begann Zheng, der neben Chinesisch noch Englisch, Französisch, Deutsch und Russisch beherrschte, Japanisch zu lernen. Mit 90 Jahren lernte er Koreanisch und hielt zwei Vorträge auf dem Weltkongress für Gerontologie in Pjöngjang.
Zwischen seinem 80. und seinem 90. Lebensjahr wurden mehrere Veröffentlichungen Zhengs mit Preisen ausgezeichnet,  darunter sein Lehrbuch „Allgemeine Biochemie“ und der Aufsatz „Der Weg zum gesunden langen Leben“. Er betreute weiterhin Doktoranden und brachte mit 98 Jahren seine „Allgemeine Biochemie“ in dritter, erheblich überarbeiteter Ausgabe heraus. Bis zu seinem 100. Lebensjahr arbeitete er noch täglich in der Universität und war damit der weltweit älteste aktive Hochschullehrer. Erst nach einem Sturz mit nachfolgendem längeren Krankenhausaufenthalt gab Zheng seine Lehrtätigkeit auf, veröffentlichte aber noch bis in sein letztes Lebensjahr. 2010 erschien sein Buch „Gesund bleiben ist der beste Arzt“, womit er auch der weltweit älteste Autor sein dürfte. In seinem 111. Lebensjahr richtete er Ende Juni 2010 gemeinsam mit Zhu Hao Kang, einem 19-jährigen Abiturienten aus Nanjing, unter dem Titel „Plan 130“ einen Appell an die Staatsmänner der Welt, sich für Frieden und eine harmonische Entwicklung einzusetzen, der an 130 (111+19) führende Politiker geschickt werden sollte. Zheng, der sich bis zuletzt völliger geistiger Klarheit erfreute, wurde im April 2010 wegen Altersbeschwerden ins Krankenhaus aufgenommen und starb an den Folgen einer schweren Lungenentzündung. Er hinterließ einen Sohn und zwei Töchter.
Zheng, der sein Leben lang sehr bescheiden lebte, stiftete den größten Teil seines Vermögens an wissenschaftliche Gesellschaften und einen Unterstützungsfonds für bedürftige Studenten.